# Beat Makerz - The Documentary
Pour plus de détails, voir Fiche technique et Distribution.
Beat Makerz - The Documentary est un  documentaire français  sorti en directement en DVD en 2007. Le réalisateur Chazz Pellicioli a focalisé son attention et sa caméra sur les beatmakers, littéralement les « faiseurs de beats » soient les instrumentales de morceaux hip-hop et parfois R'n'B.

## Synopsis
À travers des interviews avec quelques producteurs américains et français, le film dévoile la philosophie de ces personnages qui sortent de l'ombre depuis maintenant quelques années : les producteurs hip-hop. Chacun explique ses techniques, ses particularités, son matériel de prédilection. Ils expliquent leur(s) rôle(s) avec l'artiste, parle du sampling, du hip-hop en général.

## Fiche technique
- Musique : DJ Kodh & Weal Starr
- Montage : Val Antoine
- Distribution : Sony BMG Music Entertainment
- Format : 1,85:1
- Langue : anglais (sous-titré) / français

## Artistes présents

### Producteurs

#### Américains
- 9th Wonder
- Psycho Les des Beatnuts
- Streetrunner affilié à Fat Joe et à son Terror Squad
- Cool & Dre
- Pharrell Williams
- Will.i.am

#### Français
- Sulee B Wax
- Tefa
- Dam's et SLA (Get Large)
- Gallegos (La Cliqua)
- Chaze (Grim Team)
- Kodh
- Skread
- Weal Starr

### Rappeurs
- Rocca
- Ol' Kainry

### Autres
- Roger Linn (inventeur des premières boîte à rythmes et séquenceur musical)

## Bonus du DVD
Le DVD comporte près de 4h20 de bonus. Ce sont en fait les parties non utilisées des interviews avec les producteurs. A peu près toutes les mêmes questions leur sont posées :
- L'origine de leur pseudonyme
- Leur équipement favori
- La particularité de leur "son"
- Le morceau qu'ils ont produit et qu'ils préfèrent
- Le morceau qu'ils auraient souhaité avoir produit
- S'ils préfèrent les machines (MPC, mixer, séquenceur) ou les logiciels informatiques
- Leur manière de construire un beat (en commençant par les percussions ou la boucle, ...)
- Leur entourage dans le milieu du Hip-hop
- Quelques conseils aux jeunes producteurs
- Leurs projets en cours